# Алпо (Калифорнија)
Алпо (енгл. Alpaugh) насељено је место без административног статуса у америчкој савезној држави Калифорнија.

## Демографија
По попису из 2010. године број становника је 1.026, што је 265 (34,8%) становника више него 2000. године.
|                   | 2010.          | 2000.        |
| Укупно            | 1 026 (100,0%) | 761 (100,0%) |
| Хиспаноамериканци | 867 (84,50%)   | 412 (54,14%) |
| Белци             | 141 (13,74%)   | 301 (39,55%) |
| Остали            | 10 (0,975%)    | 32 (4,205%)  |
| Афроамериканци    | 4 (0,390%)     | 2 (0,263%)   |
| Азијати           | 4 (0,390%)     | 14 (1,840%)  |